# Por fin viuda
Por fin viuda es una película francesa dirigida por Isabelle Mergault y protagonizada por Michèle Laroque, Jacques Gamblin y Wladimir Yordanoff. Se presentó en noviembre de 2007 durante el Festival de Cine de Sarlat, pero su estreno oficial tuvo lugar en enero de 2008.

## Argumento
Anne-Marie Gratigny lleva engañando a su marido Gilbert durante dos años con Léo, un restaurador de barcos que prepara desde hace tiempo un viaje a China de un año y medio de duración y al que pretende llevar a Anne-Marie. Sin embargo, este plan parece resquebrajarse a unos días de la salida cuando Gilbert muere en un accidente de tráfico. Tras esto, Anne-Marie cree contar con la ocasión oportuna para marchar con su amante, pero no cuenta con su familia, que ha venido a su casa para apoyarla en su duelo.

## Reparto principal
- Michèle Laroque como Anne-Marie Gratigny.
- Jacques Gamblin como Léo Labaume.
- Wladimir Yordanoff como Gilbert Gratigny.
- Tom Morton como Christophe Gratigny.
- Valérie Mairesse como Nicole.